# Кобзарі Слобожанщини
Кобзарі Слобожанщини

## Загальна характеристика

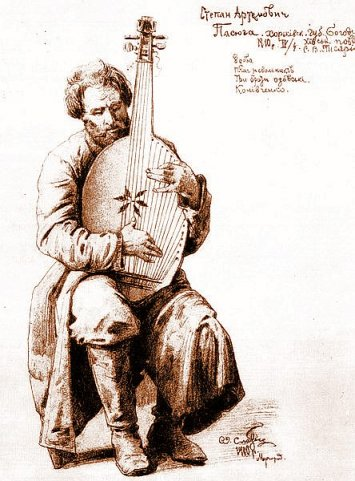
Слобожанський кобзар С. Пасюга

Автентичні кобзарі Слобожанщини відрізнялися від кобзарів інших регіонів, насамперед Полтавських та Чернігівських, в першу чергу в манері виконання та грання на своїх бандурах. Слобожанські кобзарі тримали інструменти паралельно до тіла і обидві руки могли легко грати як і на приструнках так і на басах. Слобожанські кобзарі називали цей спосіб Зіньківською наукою і говорили про це як Г. Хоткевич замічав з гордістю як про якусь глибоку мудрість. Цей спосіб гри на бандурі який вживали слобожанські кобзарі став основою харківського способу гру на бандурі який удосконалив її та розробив науковий фундамент Гнат Хоткевич.
Інструменти які вживали Слобожанські кобзарі мало відрізнлися від старосвітських бандур кобзарів інших районів, але завдяки спосіб тримання бандури, технічні можливости виконавців були значніші. Це теж вплинуло на інструментальний супровід. Коли в Полтавських кобзарів було достатньо заграти одного чи два акорди в супроводі до думи, слобожанські кобзарі грали цілі віртуозні пасажі які продовжувалися в інструментальних переграх та вступах до творів.
Слобожанські кобзарі одинокі які грали суто інстументальні продукції на бандурі, чого не можна було замітити в творчістю інших регіонів. Ці інструментальні твори, переважно танки, споріднені з скрипковим репертуаром народних виконавців Слобожанського регіону.

## Характеристика репертуару
На базі аналізу джерел виявилося що в характерний репертуар слобожанських кобзарів увіходили думи «Про бідну вдову», «Про сестру та брата» та «Про Олексія Поповича». До певної ступені побутували думи «Про азовських братів» та «Плач невільника». Інші думи, зустрічалися в репертуарі епізодично і були відтворені з нетрадиційних джерел. Г.Хоткевич зазначив що такі думи як «Про смерть Богдана», та «Смерть козака бандуриста» «Про Самарських братів», «Плач Невільників» та «Про козака Голоту» для Слобожанщини були не характерні.
Найхарактерніші з псальмів та кантів які виконували слобожанські кобзарі були: «Про Лазаря», «Про Олексія», «Ісусе прелубезний», «Про правду», «Гора Афона», «Скорбна мати», «Блудний син». Популярною була сковородинська псальма «Пісня про правду». Помічається на Слобожанщині популярність сковородинської псальми «Всякому городу» та пісня-псальма «Про смерть козака». Відчувається спорідненість репертуару слобожанських кобзарів з репертуаром кобзаря О.Вересая. Така спорідненість не помітна в порівняні з репертуаром чернігівських та полтавських кобзарів.
У репертуарі слобожанських кобзарів до 1902 рідко зустрічалися пісні з відкритим патріотичним змістом. У думах також спостерігається перевага до творів моралістичного змісту, й поступове відходження від дум з суто козацькими сюжетами, коли на Полтавщині такої тенденції не було помітно.
Інструментальна музика кобзарів Слобожанщини мало досліджена. Коли порівняти інструментальний репертуар О. Вересая та Г. Гончаренка бачимо що танець «Дудочка» та «Горлиця» знаходилися в репертуарі обох кобзарів. У побуті Слобожанських кобзарів були ще танки «Козачок», «Полянка», «Метелиця», «Саврадим», «Молодичка», та «Чоботи».
У репертуарі слобожанських кобзарів були жартівливі та сатиричні пісні «Дворянка», «Міщанка», "Попадя, «Чечітка», «Кисіль», «Про Хому та Ярему», «Гарбуз», «Витребеньки» та «Вердунка». Майже всі згадані жартівливі та сатиричні пісні перейшли в репертуарі сценічних бандуристів.
Зважаючи на іконографічні джерела можна стверджувати що кобзарі Слобожанщини могли грати стоячи. Стоячий спосіб гри не спостерігається в чернігівських та полтавських кобзарів.

### Репертуар
Традиційний репертуар записаний від Слобожанських кобзарів.
Думи
- 1) «Олексій Попович» — 1, 2, 3,4, 5, 6, 7, 8, 9, 15,
- 2) «Про бідну вдову» — 1,2,3, 4, 5, 6, 8, 9, 10, 13,
- 3) «Про брата і сестру» — 1,2,3, 4, 5, 6, 8, 15,
- 4) Плач невільників — 1, 7, 9, 10, 13, 14
- 5) «Івась Коновченко» — 6, 7, 12, 13
- 6) «Про козака Голоту» — 1, 8,
- 7) Самарські брати — 10, 11,
- 8) Про смерть Хмельницького — 9,
- 9) Про смерть козака бандуриста — 9,
- 10) Маруся Богуславка —14,
- 11) «Про Хмельницького і Барабаша» — 9,
- 12) «Про втеча трьох братів з Озова» —7,
- 13) Козак Нетяга — 14,
- 14) Козацьке життя — 14
- 15) Корсунська перемога — 14,

Історичні пісні:
- Про Морозенка,
- Про Саву Чалого,

Псальми
- «Про Лазаря»,
- «Про Олексія»,
- «Ісусе прелубезний»,
- «Про правду»,
- «Гора Афона»,
- «Скорбна мати»,
- «Блудний син».
- «Про Охтирську Божу матір»

Сатиричних пісні 
- «Хома і Ярема»,
- «Дворянка»,
- «Міщанка»,
- «Теща»,
- «Щиглове весілля»,
- «Про чечітку»,
- «Попадя»,
- «Кисіль», «Гарбуз»,
- «Витребеньки»
- «Вердунка».

Інструментальні твори
- «Козачок»,
- «Дудочка»,
- «Горлиця»
- «Полянка»,
- «Метелиця»,
- «Саврадим»,
- «Молодичка»
- «Чоботи».

## Список автентичних слобожанських кобзарів
- Авраменко Степан Трохимович
- Байдиков Грицько,
- Бенший Захар,
- Билина
- Бутенко Остап Якович, 1
- Бідило Степан Якович,
- Білокриницький В.
- Бобловський Петро Григорович
- Бондаренко Остап
- Бутенко Остап Якович
- Владимирів Петро Семенович
- Вовк Хведір Ївлампійович,
- Вудянський Ераст, 2
- Ганчар Тарас
- Гащенко Павло Петрович,
- Гемба Андрій
- Гончаренко Гнат Тихонович, 3
- Горобець Степан
- Григоренко Курило
- Груша Павло
- Даниленко Марко, 4,
- Дашенко Павло, 5,
- Демченко Микола
- Древченко Петро Семенович,
- Жадан Терентій
- Журавель Ілля
- Зелінський Гаврило,
- Зимогляд Демид,
- Зозуля Іван Федорович,
- Казан Іван,
- Каліберга Павло Пилипович,
- Кожушко Григорій Семенович, 6,
- Козак Андрій
- Козак Іван
- Колісник Нестір Данилович,
- Копилець Іван
- Кулибаба Петро, 7,
- Куліченко Микита Лаврентійович, 8,
- Куліш Юхим Костянтинович,
- Кучугура-Кучеренко Іван Іович, 9,
- Луцок Федір
- Луцек Федір
- Луцен Степан
- Мальований Андрій Іванович
- Мовчан Єгор Хомич, 10,
- Нетеса Іван Федорович,
- Обліченко Григорій, 11,
- Овраменко Степан Трохимович
- Одноріг Іван Олексійович, 12,
- Парасочка Василь
- Пасюга Степан Артемович, 13,
- Полковник Андрій
- Половик Павло
- Приходько Іван
- Путря Остап
- Ригоренко Микола, 14,
- Рогозянський Гнат,
- Семененко Хома,
- Скорик Семен,
- Скрильник Дмитро
- Ткаченко, Григорій
- Токар Ілля Якович
- Трочченко Дмитро Петрович
- Удовенко Дмитро
- Фесенко Мирон Якович,
- Іван Хмельницький,
- Христенко Макар Тимофійович, 15,
- Федорченко Василь Петрович
- Федорченко Іван Кузьмич
- Фесенко Мирон Якович
- Цибко Григорій
- Чапля Семен.